# Г'юенден
Г'юенден (англ. Hughenden) — село в Канаді, у провінції Альберта, у складі муніципального району Провост № 52.

## Населення
За даними перепису 2016 року, село нараховувало 243 особи, показавши зростання на 5,7%, порівняно з 2011-м роком. Середня густина населення становила 309,9 осіб/км².
З офіційних мов обидвома одночасно володіли 5 жителів, тільки англійською — 235. Усього 5 осіб вважали рідною мовою не одну з офіційних, з них 5 — одну з корінних мов.
Працездатне населення становило 115 осіб (62,2% усього населення), рівень безробіття — 13% (13,3% серед чоловіків та 25% серед жінок). 78,3% осіб були найманими працівниками, а 21,7% — самозайнятими.
Середній дохід на особу становив $12 013 (медіана $12 002), при цьому для чоловіків — $12 013, а для жінок $12 013 (медіани — $12 002 та $12 002 відповідно).
51,4% мешканців мали закінчену шкільну освіту, не мали закінченої шкільної освіти — 29,7%, 18,9% мали післяшкільну освіту, з яких 28,6% мали диплом бакалавра, або вищий.
| Статево-вікова структура населення | Статево-вікова структура населення | Статево-вікова структура населення | Статево-вікова структура населення | Статево-вікова структура населення |
| ---------------------------------- | ---------------------------------- | ---------------------------------- | ---------------------------------- | ---------------------------------- |
|                                    |                                    |                                    |                                    |                                    |
| Всього                             | Всього                             | 50,0%                              |                                    |                                    |
| 0 — 14 років                       | 0 — 14 років                       |                                    | 18,8%                              | 18,8%                              |
| 15 — 64 років                      | 15 — 64 років                      |                                    | 66,7%                              | 66,7%                              |
| 65 і більше                        | 65 і більше                        |                                    | 14,6%                              | 14,6%                              |
| Середній вік (років)               | Середній вік (років)               | 38,638,0                           | 38,3                               | 38,3                               |
| Медіана (років)                    | Медіана (років)                    | 36,235,0                           | 35,4                               | 35,4                               |
| — чоловіки — жінки                 |                                    |                                    |                                    |                                    |

| Походження мешканців:     | Походження мешканців:     | Походження мешканців: | Походження мешканців: | Походження мешканців: |
| ------------------------- | ------------------------- | --------------------- | --------------------- | --------------------- |
| Походження                |                           |                       | осіб                  | %                     |
| Корінні американці        | Корінні американці        |                       | 25                    | 11.11%                |
| Інше північноамериканське | Інше північноамериканське |                       | 35                    | 15.56%                |
| Європейське               | Європейське               |                       | 205                   | 91.11%                |
| британське                | британське                |                       | 120                   | 53.33%                |
| французьке                | французьке                |                       | 15                    | 6.67%                 |
| українське                | українське                |                       | 10                    | 4.44%                 |

| Зайнятість населення за галузями (за класифікацією NOC): | Зайнятість населення за галузями (за класифікацією NOC): | Зайнятість населення за галузями (за класифікацією NOC): | Зайнятість населення за галузями (за класифікацією NOC): | Зайнятість населення за галузями (за класифікацією NOC): |
| -------------------------------------------------------- | -------------------------------------------------------- | -------------------------------------------------------- | -------------------------------------------------------- | -------------------------------------------------------- |
|                                                          |                                                          |                                                          |                                                          |                                                          |
| Управління                                               | Управління                                               |                                                          | 8,7%                                                     | 8,7%                                                     |
| Освіта, правозахист, муніципальні та урядові служби      | Освіта, правозахист, муніципальні та урядові служби      |                                                          | 8,7%                                                     | 8,7%                                                     |
| Роздрібна торгівля та послуги                            | Роздрібна торгівля та послуги                            |                                                          | 8,7%                                                     | 8,7%                                                     |
| Гуртова торгівля, транспорт та обладнання                | Гуртова торгівля, транспорт та обладнання                |                                                          | 52,2%                                                    | 52,2%                                                    |
| Природні ресурси, сільське господарство                  | Природні ресурси, сільське господарство                  |                                                          | 8,7%                                                     | 8,7%                                                     |
| Виробництво                                              | Виробництво                                              |                                                          | 13%                                                      | 13%                                                      |

## Клімат
Середня річна температура становить 2,4°C, середня максимальна – 22,1°C, а середня мінімальна – -21°C. Середня річна кількість опадів – 403 мм.
| Клімат поселення                              | Клімат поселення | Клімат поселення | Клімат поселення | Клімат поселення | Клімат поселення | Клімат поселення | Клімат поселення | Клімат поселення | Клімат поселення | Клімат поселення | Клімат поселення | Клімат поселення | Клімат поселення |
| Показник                                      | Січ.             | Лют.             | Бер.             | Квіт.            | Трав.            | Черв.            | Лип.             | Серп.            | Вер.             | Жовт.            | Лист.            | Груд.            |                  |
| Середній максимум, °C                         | −7,74            | −4,62            | 1,14             | 10,41            | 17,04            | 21,40            | 22,13            | 21,42            | 15,86            | 9,81             | −0,2             | −7,36            |                  |
| Середня температура, °C                       | −14,39           | −11,26           | −5,51            | 3,76             | 10,40            | 14,76            | 17,06            | 16,36            | 10,76            | 4,75             | −5,25            | −12,42           |                  |
| Середній мінімум, °C                          | −21,03           | −17,9            | −12,12           | −2,87            | 3,78             | 8,11             | 12,00            | 11,27            | 5,72             | −0,33            | −10,32           | −17,49           |                  |
| Норма опадів, мм                              | 22               | 16               | 16               | 18               | 38               | 75               | 81               | 52               | 36               | 16               | 17               | 16               |                  |
| Середньомісячна швидкість вітру, м/с          | 4.20             | 4.10             | 4.20             | 4.43             | 4.30             | 4.00             | 3.60             | 3.50             | 3.80             | 4.10             | 4.30             | 4.20             |                  |
| Середньомісячна сонячна радіація, кДж/м²·день | 3952             | 7562             | 12646            | 17485            | 20972            | 22353            | 22815            | 19065            | 13052            | 7982             | 4118             | 2864             |                  |
| --------------------------------------------- | ---------------- | ---------------- | ---------------- | ---------------- | ---------------- | ---------------- | ---------------- | ---------------- | ---------------- | ---------------- | ---------------- | ---------------- | ---------------- |
| Джерело:                                      |                  |                  |                  |                  |                  |                  |                  |                  |                  |                  |                  |                  |                  |